# Kornelia Ender
Pour les articles homonymes, voir Ender.
Kornelia Ender, née le 25 octobre 1958, est une nageuse est-allemande. Elle gagne quatre médailles d'or aux Jeux olympiques d'été de 1976 à Montréal en battant à chaque fois le record du monde. Toutefois, comme pour l'ensemble des athlètes est-allemands, ses performances sont présumées entachées de tricherie,.

## Palmarès

### Jeux olympiques d'été
| Discipline / Année   | Munich 1972          | Montréal 1976        |
| -------------------- | -------------------- | -------------------- |
| 100 m nage libre     | -                    | Or 55 s 65 RM        |
| 200 m nage libre     | -                    | Or 1 min 59 s 26 RM  |
| 100 m papillon       | -                    | Or 1 min 0 s 13 RM   |
| 200 m 4 nages        | Argent 2 min 23 s 59 |                      |
| 4 × 100 m nage libre | Argent 3 min 55 s 55 | Argent 3 min 45 s 50 |
| 4 × 100 m 4 nages    | Argent 4 min 24 s 91 | Or 4 min 7 s 95 RM   |

### Championnats d'Europe
- Championnats d'Europe 1974 à Vienne (Autriche) :
  -  médaille d'or du 100 m nage libre
  -  médaille d'or du 200 m nage libre
  -  médaille d'or du relais 4 × 100 m nage libre
  -  médaille d'or du relais 4 × 100 m 4 nages